# Proposition (Linguistik)
Mit dem Ausdruck Proposition bezeichnet man in der Linguistik, genauer gesagt in der linguistischen Semantik, den Inhalt, der mit einem Satz (in einem Kontext) ausgesagt wird. Propositionen haben als wichtigste Eigenschaft, dass sie einen Wahrheitswert annehmen, d. h. wahr oder falsch sein können (im Unterschied zu Fakten oder zu Ereignissen).

## Zum Begriff

### Proposition und Satz
Unter den Satzarten, die in der Grammatik beschrieben werden, gibt es viele, die nicht direkt eine Proposition ausdrücken, beispielsweise Fragesätze oder Relativsätze – diese haben dementsprechend nicht die Eigenschaft, wahr oder falsch zu sein. Sie können jedoch so analysiert werden, dass sie ein Propositionsschema enthalten, das durch die Frage- bzw. Relativsatzbildung zu einem anderen Bedeutungstyp weiterverarbeitet wird. Satzarten, die Propositionen direkt ausdrücken, sind z. B. Aussagesätze (Deklarativsätze) oder Konditionalsätze.
Zum propositionalen Gehalt eines Satzes zählen die Aspekte einer Satzbedeutung, die bestätigt oder bestritten werden können. Weitere Bedeutungsgehalte, die in einer Aussage mitschwingen können, aber nicht bestritten werden könnten, stehen außerhalb des propositionalen Gehalts; in der Theorie von Paul Grice sind diese als konventionelle Implikaturen bezeichnet worden. (Die Implikatur ist zu unterscheiden von der Implikation, einer logischen Relation zwischen Propositionen).

### Proposition, Aussage und Gedanke
Ein mit der Proposition verwandter und oft deckungsgleicher Begriff ist der der logischen Aussage. In der Sprachphilosophie Gottlob Freges entspricht sie auch dem Gedanken. Im Unterschied zu Propositionen gibt es nach Frege allerdings Gedanken, die weder wahr noch falsch sind, so etwa der durch den Satz „Odysseus ist König von Ithaka“ ausgedrückte Gedanke.
Propositionen können ebenso gut von wirklichen wie von möglichen und gedachten Sachverhalten handeln, Aussagen über Möglichkeiten ergeben sogenannte modale Aussagen, sie nehmen aber ebenfalls Wahrheitswerte an.
In Semantik und Sprachphilosophie werden verschiedene Auffassungen zur näheren Bestimmung von Propositionen vertreten: „Ob es sich um Mengen von Situationen, um Mengen von möglichen Welten oder um Komplexe aus Gegenständen und/oder Begriffen handelt, darüber gehen die Meinungen stark auseinander.“

## Beispiele
Der linguistische Begriff der Proposition kann durch folgende Beispiele verdeutlicht werden:
1. Der Satz „Ich behaupte, dass Hans vor dem Tisch steht.“ und der Satz „Ich befehle, dass Hans vor dem Tisch steht!“ drücken im dass-Satz denselben propositionalen Inhalt aus.[3]
2. Die Sprechakte Feststellung: „Katrin arbeitet fleißig“, Frage: „Arbeitet Katrin fleißig?“ oder Aufforderung: „Katrin, arbeite fleißig!“ haben eine unterschiedliche illokutive Rolle, jedoch dieselbe Referenz <Katrin>, Prädikation [fleißig arbeiten] und dieselbe Proposition.[4]
3. Die Proposition: {<Karl> [Tür öffnen]} ist identisch in den Sätzen: „Karl öffnet die Tür. – Karl öffnet nicht die Tür. – Die Tür wird von Karl geöffnet. – Öffnet Karl die Tür? – Karl, öffne die Tür! – Wenn Karl doch die Tür öffnete! – Wenn Karl die Tür öffnet, […].“[5] (Dies gilt auch interlingual: Charles opens the door. …)

Die Proposition ist damit etwas, was mit Frege als gemeinsamer Sinn von verschiedenen Aussagen in unterschiedlicher sprachlicher Form, Fragen und Befehlen verstanden werden kann und der in einer Paraphrase erfasst wird. Dabei sind diese verschiedenen komplexen sprachlichen Ausdrücke aus denselben Teilausdrücken (Karl, Öffnen, Tür) gebildet. Frege bezeichnet diesen Sinn jedoch als „Gedanke“.

## Proposition in der Sprechakttheorie
„In der Sprechakttheorie wird davon ausgegangen, dass es verschiedene Modi gibt, durch die eine Proposition (bzw. ihr propositionaler Gehalt) zum Ausdruck gebracht werden kann“.
Auf die Kritik durch Willard van Orman Quine hin, wurden Propositionen, statt als rein intensionale Bedeutung von Sätzen, von manchen Forschern eher  hinsichtlich pragmatischer Aspekte betrachtet. Durch die in der Sprechakttheorie getroffene Unterscheidung zwischen propositionalem Gehalt und illokutionärer Funktion einer Äußerung kann die Proposition als ein Aspekt der einzelnen Äußerung verstanden werden und nicht mehr als eine Bestimmung des Satzes als Typus sprachlicher Äußerungen.

## Proposition in der Semantik
Trotz der Leistungen der Sprechakttheorie hat sich in der formalen Semantik ein anderes Propositionenverständnis gehalten, das den Satzinhalt als mentales Objekt behandelt oder als objektiven Gedanken im Sinne Freges. Der Propositionsbegriff der Semantik kann daher für das unter Umständen auch vorsprachliche Objekt eines Glaubensaktes (siehe epistemische Logik) verwendet werden, so dass Aussagen wie die Folgende möglich sind:
| Wenn x glaubt, dass M a, aber nicht M b, jedoch a = b, dann bezieht sich sein Glaube nicht auf eine Tatsache, sondern nur auf eine Proposition. |

Ein solches Verständnis der Proposition ist allerdings ontologisch problembehaftet, da es sich weder um einen normalen Gegenstand noch bloß um das Ergebnis einer sprachlichen Analyse handelt: „In diesem Sinn bezeichnet Proposition keinen Gegenstand, sondern gehört zur Klasse der abstrakten Entitäten.“